# Charles Patoshik
Charles Patoshik dit « le Disjoncté » (« Haywire » en VO) est un personnage de la série télévisée américaine Prison Break. Interprété par Silas Weir Mitchell, il apparaît pour la première fois dans le troisième épisode de la première saison.

## Biographie de fiction
Le Disjoncté est un personnage récurrent de la série. Malgré sa psychopathie, qui fait de lui un individu dangereux, c'est l'un des éléments comiques de la série. Il fait une première apparition dans le troisième épisode de la première saison puis dans l'épisode suivant, avant de revenir dans les dix-septième et dix-huitième épisodes de la première saison. Le Disjoncté intervient encore dans les deux derniers épisodes et devient un des « Huit de Fox River ». De même dans la deuxième saison, il apparaît uniquement dans certains épisodes. Il éprouve une addiction envers l’eau, typique de certains cas de schizophrénie.
Patoshik a obtenu un doctorat en mathématiques à l'université Harvard, il a gagné pendant quatre années des prix en mathématiques. Puis, il a commencé à présenter des signes inquiétants de troubles mentaux. Son équilibre s'est brutalement rompu et dans une crise de folie, il a abattu ses parents avec un fusil de chasse en 2001 (soit quatre ans avant les évènements de la série). Aucun comportement violent n'avait été détecté chez lui avant ce drame, il a été incapable d'expliquer son geste. Un trouble schizophrène à tendance bipolaire ayant été diagnostiqué chez lui, il a été placé dans la section psychiatrique du pénitencier d'État de Fox River, où il a obtenu le surnom « Disjoncté » ("Haywire" en VO). Il possède des troubles psychomoteurs l'empêchant de s’exprimer correctement ainsi qu’une raison flouté par le déni et le mensonge. Atteint de mythomanie à l'âge de 16 ans, il se baladait avec un slip dans son sac en clamant qu’il appartenait à son père qu’il avait assassiné quelques mois plus tôt. 

### Saison 1
Le Disjoncté est temporairement le compagnon de cellule de Michael Scofield après que Sucre a demandé et obtenu un changement de cellule. Il explique d'abord à Michael qu'il n'a aucun intérêt à s'évader puis il l'empêche de creuser son trou derrière les toilettes en raison de sa « lésion neuroanatomique affectant son système d'activation réticulaire », ainsi il « ne dort pas ». Au fur et à mesure, le Disjoncté devient hanté par les tatouages de Michael, se rendant compte qu'ils ne sont pas anodins et qu'ils sont en réalité un plan de la prison. Pour protéger son plan Michael se frappe lui-même pour faire accuser le Disjoncté. Celui-ci est donc retransféré dans la section psychiatrique. Bien plus tard, une partie de son tatouage ayant accidentellement été effacée à la suite d'une brûlure, Michael sollicite l'aide du Disjoncté pour se remémorer le morceau manquant en se faisant passer pour dépressif.
Par la suite, Michael est forcé d'inclure le Disjoncté dans l'évasion lorsque celui-ci rejoint l'équipe à l'infirmerie. Il réussit à s'échapper comme les autres en passant au-dessus des barbelés. Néanmoins, les autres évadés parviennent à le semer avec leur fourgon en simulant la perte des clefs. Le Disjoncté se réfugie dans le garage d'une habitation voisine et chaparde un vélo et un casque de football américain.

### Saison 2
Après avoir gardé un profil bas le lendemain de l'évasion, le Disjoncté réapparaît dans un fast food à Cedar Grove dans le Wisconsin qu'il a rallié à vélo (ce qui représente un trajet de près de 300 kilomètres). Après s'être gorgé de crème glacée, de soda et de sauce, il est aperçu par de jeunes employés qui paniquent. Il s'enfuit et se réfugie dans une maison en banlieue, où il rencontre une vieille aveugle qui le prend pour son fils Billy.
Après avoir déniché de nouveaux vêtements, le Disjoncté tombe en arrêt devant une peinture représentant un moulin à vent dans une prairie. Fasciné, il demande à la vieille femme où se trouve ce paysage. Elle lui répond « en Hollande », le pays où elle a grandi. Elle saisit alors sa main et se rend compte brusquement qu'il n'est pas son fils. Effrayée, elle appelle la police pour dénoncer la présence d'un intrus dans sa maison. Le Disjoncté s'enfuit très rapidement sans lui faire de mal, mais pas sans dérober la peinture du paysage de Hollande.
Un peu plus tard, le Disjoncté vole une carte et divers autres accessoires dans un magasin de sport. Quand il se rend compte que le commerçant n'est pas en condition physique de l'attraper, il s'enfuit avec les objets, mais le chien du commerçant lui donne la chasse. Il est sur le point de tuer le chien lorsqu'il parvient à l'apaiser avec de la nourriture. Le Disjoncté et le chien finissent par arriver à Algoma, devant le lac Michigan qu'il prend pour l'océan. Son plan est de construire un radeau pour rejoindre la Hollande. 
N'ayant pas réussi à naviguer avec son radeau, le Disjoncté décide de chercher plus de bois dans une poubelle. Il rencontre une jeune fille, Sasha, et son petit ami qui lui demandent d'acheter pour eux de la bière. Il accepte mais refuse la bière en retour car son père buvait. Il sympathise avec Sasha, lui montre son radeau et lui parle de son projet de rejoindre la Hollande. Au cours de leur conversation, il remarque des ecchymoses sur son poignet. Elle lui avoue que son père boit également. Le Disjoncté semble bouleversé par cette découverte. Les deux adolescents le quittent aussitôt. Le soir venu, le Disjoncté, qui a suivi Sasha jusque chez elle, frappe violemment son père et le tue.
C'est l'ancien gardien de prison Brad Bellick, travaillant alors officieusement pour le chef de l'unité des fugitifs du FBI Alexander Mahone, qui le retrouve près de son radeau. Une poursuite s'engage et se termine dans un chantier où le Disjoncté, coincé par Bellick, escalade un silo. Mahone demande à Bellick de ne rien faire jusqu'à son arrivée. Ce dernier s'exécute mais le caractère étrange de la scène attire rapidement du public et la police locale. Lorsque Mahone arrive sur place, il est gêné par la présence d'autant de monde qui compromet fortement la mission que Bill Kim lui a confiée à savoir assassiner les huit évadés de Fox River. Ne pouvant le faire devant des témoins, il force donc Patoshik à se suicider en lui faisant croire que c'est la seule solution pour mettre fin à ses souffrances. Après une longue chute, Patoshik meurt sur le coup, mettant fin à son voyage. Après John Abruzzi et David Apolskis, il est le troisième des « Huit de Fox River » à mourir.

### Saison 3
Il fait une courte apparition dans l'épisode Chacun pour soi en tant qu'hallucination de Mahone qui, en manque de drogue, le voit dans sa cellule à Sona.

### Saison 4
Dans l'épisode Les Liens du sang, T-Bag, qui est à la recherche de Scylla (un dispositif informatique portable dont les données valent plusieurs centaines de millions de dollars), se rend dans une église de Little Havana et utilise « Charles Patoshik » comme alias pour se présenter au ministre du culte.